# Koggemolen (Bobbejaanland)
Koggemolen was een attractie in het Belgische attractiepark Bobbejaanland. De attractie opende in april 1985 en werd gemaakt door de Duitse fabrikant Mack. 

## De rit
De Koggemolen is een draaimolen met armen waar de bezoekers plaats in kleine bootjes, koggen, plaatsnemen. De bootjes hebben als kenmerk de typerende Bobbejaanland-zeiltjes. 

## Sluiting
In seizoen 2024 van Bobbejaanland werd besloten om de attractie uit het park te verwijderen omdat het steeds duurder en moeilijker werd om reserveonderdelen te vinden.
Afbeeldingen